# Радон-222
Радо́н-222 (222Rn), исторические названия нито́н (лат. Niton, обозначался символом Nt, от лат. niteo — блещу, из-за свечения в темноте) и позднее просто радон (лат. Radon, обозначался символом Rn), также известный как эманация радия (лат. Radii Emanatio, обозначался символом RaEm) — радиоактивный нуклид химического элемента радона с атомным номером 86 и массовым числом 222. Имеет период полураспада 3,8235(3) сут. Открыт в 1900 году Ф. Э. Дорном и А. Дебьерном.
Радон-222 — член радиоактивного семейства урана-238 (так называемый ряд урана-радия), поэтому радон-222 образуется в природе в урановых месторождениях.

## Образование и распад
Радон-222 непосредственно образуется в результате α-распада нуклида 226Ra (период полураспада составляет 1600(7) лет):
{\displaystyle {\mathsf {^{226}_{88}Ra}}\rightarrow {\mathsf {^{222}_{86}Rn}}+{\mathsf {^{4}_{2}He}}.}
Сам радон-222 также α-радиоактивен, в результате распада образуется нуклид 218Po, выделяемая энергия составляет 5,5903(3) МэВ:
{\displaystyle {\mathsf {{}_{86}^{222}Rn}}\rightarrow {\mathsf {{}_{84}^{218}Po}}+{\mathsf {{}_{2}^{4}He}}.}

## Измерение
Для измерений концентрации радона-222 в средах (воздух, вода, почва, строительные материалы) в России применяют радиометры объёмной активности и эквивалентной равновесной объёмной активности радона-222, например, RTM1688-2/RTM-2200, RadonScout, Альфарад плюс, AlphaGUARD PQ2000, AlphaPM, УДА-1АБ, РАА-3-01 «АльфаАЭРО», РАМОН-02, КАМЕРА-01, RAMON-01M, РГА-04, РРА-01М-03, РРА-01М-01, ТРЕК-РЭИ-1, КСИРА-2010Z и т. д.
В России, в воде, в первую очередь в воде подземных водоисточников, уровень вмешательства по радону-222 составляет 60 Бк/кг.